# Бронная Гора (мемориал)
Бронная Гора (бел. Бронная Гара) — место массовых убийств немецкими оккупационными властями мирного населения, в подавляющем большинстве евреев, в 1942—1943 годах во время Второй мировой войны вблизи железнодорожной станции Бронная Гора в Берёзовском районе Брестской области.

## История

### Май-июнь 1942 года
В мае-сентябре 1942 года в урочище были вырыты ямы длиной от 25 до 50 метров, шириной 10-12 метров, и глубиной 4 метра. Ямы были обнесены колючей проволокой и окружающая территория тщательно охранялась членами СС и СД, пропускавших только пригнанных из ближних деревень жителей для копки ям.
Первые пять эшелонов с обреченными людьми прибыли в июне 1942 года.

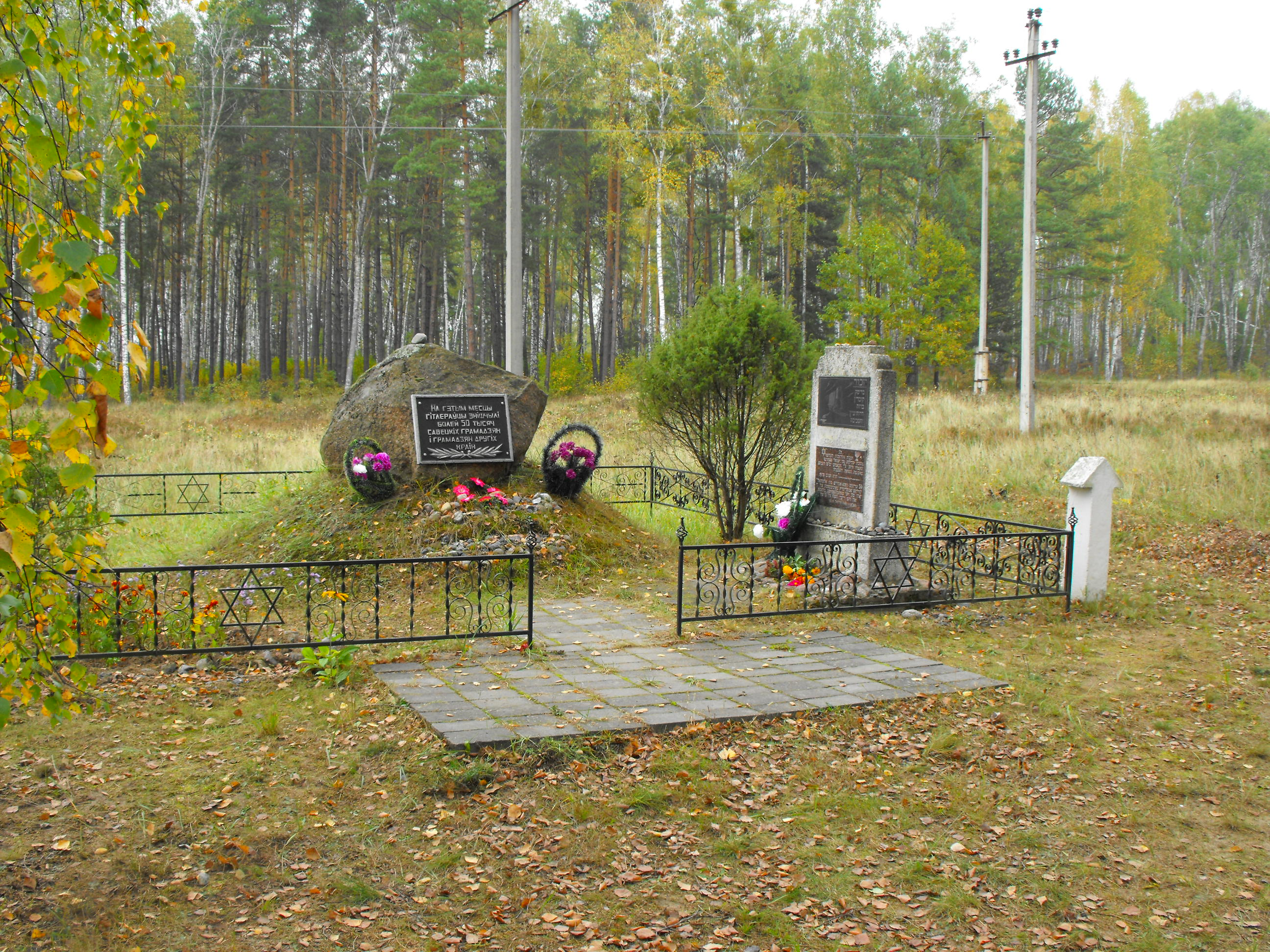
Бронная Гора. Памятник на само́м месте расстрельных рвов и захоронений жертв

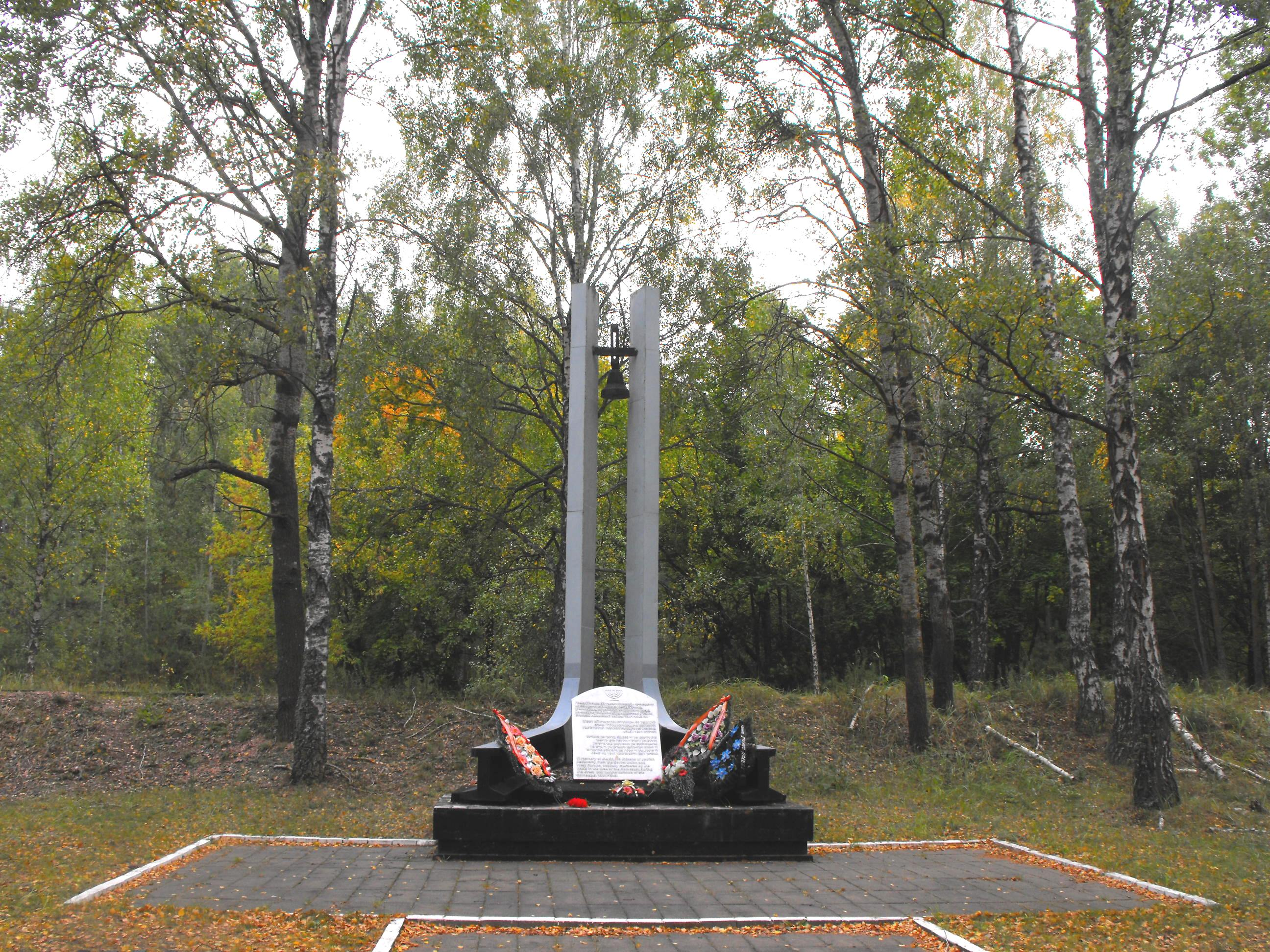
Бронная Гора. Памятник более 50 000 евреям, убитым в этом урочище во времена Катастрофы

Первый эшелон прибыл со станции Береза-Картузская, он состоял из нескольких вагонов с охраной и боеприпасами и 16 переполненных вагонов с евреями — не менее 200 человек в каждом. Все они были узниками гетто «Б» в Берёзе.
Второй эшелон состоял из 46 вагонов и прибыл со станций Дрогичин, Яново и Городец. В вагонах абсолютное большинство составляли евреи. Как и в первом эшелоне, вагоны были чрезвычайно переполнены — не менее 200 человек в каждом.
Третий эшелон с 40 вагонами, переполненными евреями, прибыл из Бреста.
Четвёртый эшелон из 18 вагонов пришел со станций Пинск и Кобрин. Во всех вагонах находились евреи.
Пятый поезд прибыл из Бреста. Все его 13 вагонов были заполнены заключенными из брестской тюрьмы — евреями, поляками и белорусами.
Все вагоны подавались на железнодорожную ветку, которая проходила от центральной магистрали на 250—300 метров к ямам-могилам. Многие люди умерли уже во время пути от невыносимых условий — истощения, давки и нехватки воздуха.
На специально созданных площадках привезённым людям приказывали выгрузиться и раздеться догола — всем, женщинам, детям и мужчинам. Затем их тщательно осматривали и отбирали найденные драгоценности. Голых людей гнали к ямам, заставляли спуститься вниз по лестнице и ложиться плотными рядами лицом в землю. Заполненный ряд расстреливали из автоматов, а сверху приказывали ложиться следующим жертвам — и так повторялось до полного заполнения ямы.
После расстрелов вагоны загружались одеждой убитых людей и отправлялись обратно.
В июне 1942 года также были расстреляны около 800 рабочих военных складов — их убили и закопали возле бараков в 400 метрах от станции по направлению к трассе Москва-Варшава.

### Сентябрь-октябрь 1942 года
Шестой транспорт прибыл из Берёзы в сентябре 1942 года в количестве 25 вагонов.
Седьмой эшелон прибыл из Бреста в начале октября 1942 года — 28 вагонов. Всех людей из этих двух эшелонов убили там же и тем же способом, как и людей из первых пяти эшелонов.
Также в сентябре 1942 года немцы убили около 200 человек из Берёзы в 200 метрах южнее дороги Москва-Варшава по направлению к деревне Смолярка, и там же их закопали.

### Осень 1942 — лето 1944 года
Всего на станцию Бронная гора за время оккупации прибыло 186 вагонов с обреченными людьми. К ноябрю 1942 года у Бронной горы были убиты более 50 000 (70 000) человек, в подавляющем большинстве евреи.
В 1943 году со станции были отправлены в Германию 2 пассажирских автомобиля с награбленными золотыми монетами и вещами.
Жителей села Бронная Гора как свидетелей массовых преступлений — около 1000 человек, иногда помогавших чудом выбравшимся из расстрельных ям людям, нацисты расстреляли.
Для того, чтобы скрыть следы массовых преступлений, в марте 1944 года немецкие оккупационные войска пригнали сюда около ста пленных, которые в течение двух недель выкапывали и сжигали тела убитых. Спустя небольшое время исполнители этих работ были также расстреляны и сожжены.

## Организаторы и исполнители убийств
Начальником железнодорожной станции был немец по фамилии Хайль.
Руководили «акциями» (таким эвфемизмом гитлеровцы называли организованные ими массовые убийства) начальник Брестского областного бюро полиции майор Роде, которого в начале 1944 года заменил капитан Бинер, начальник 1-го участка полиции Бреста лейтенант Гофман, заместители начальника полиции Бреста Гольтер, Грибер и Бос, начальник 2-го участка полиции Бреста лейтенант Прейзнигер, начальник криминальной полиции СД обершарфюрер Завадский, заместитель начальника СД оберштурмфюрер Цибель, руководитель расстрелами сотрудник СД Герик, начальник жандармерии в Березе обер-лейтенант Гердес, офицеры СД Грибер и Ванцман.

## Увековечение памяти
На месте массовых расстрелов установлены два памятника.
3 июня 2007 года состоялось открытие мемориальной доски на месте убийств евреев.